# 柴村紀代
柴村 紀代（しばむら きよ、1946年10月26日 - ）は、日本の児童文学作家。藤女子大学元教授。
児童文学作品の書評や、絵本等の児童文学の研究書なども書いている。

## 来歴・人物
台湾出身。北海道札幌市在住。1969年藤女子大学文学部国文科卒業。大学在学中に童話サークルに入り、1967年同人誌「青い獏」を創刊。「ひらく」同人。
1980年『おかあさんの湖』を処女出版。1984年藤女子短期大学保育科非常勤講師（~1999年）。
『サクランボっ子のゆめ』で1990年に第6回北の児童文化賞受賞。
1991年日本女子大学大学院家政研究科児童学専攻修士課程修了。2000年藤女子大学人間科学部専任講師。2001年より母校である藤女子大学の人間科学部教授を務め、2015年藤女子大学定年退職。北海道文学館理事に就く。
この他に、光塩学園女子短期大学保育科兼任講師、藤女子大学人間科学部非常勤講師（2015年 - 2017年）、國學院大學北海道短期大学部幼児・児童教育学科兼任講師（2015年 - 2018年）も務めた。2018年より北海道立文学館副理事長。。

## 著書
- 『おかあさんの湖』（講談社） 1980年
- 『やませ吹くジロの島』（大日本図書） 1984年
- 『うさぎ平の決闘』（くもん出版） 1986年
- 『サクランボっ子のゆめ』（学習研究社） 1989年
- 『うそつきエミリー』（大日本図書） 1996年
- 『私、子ネコがほしいの』（汐文社） 1997年